# Ternstroemia asymmetrica
Ternstroemia asymmetrica är en tvåhjärtbladig växtart som beskrevs av Henry Hurd Rusby. Ternstroemia asymmetrica ingår i släktet Ternstroemia och familjen Pentaphylacaceae. Inga underarter finns listade i Catalogue of Life.